# Mauritia flexuosa

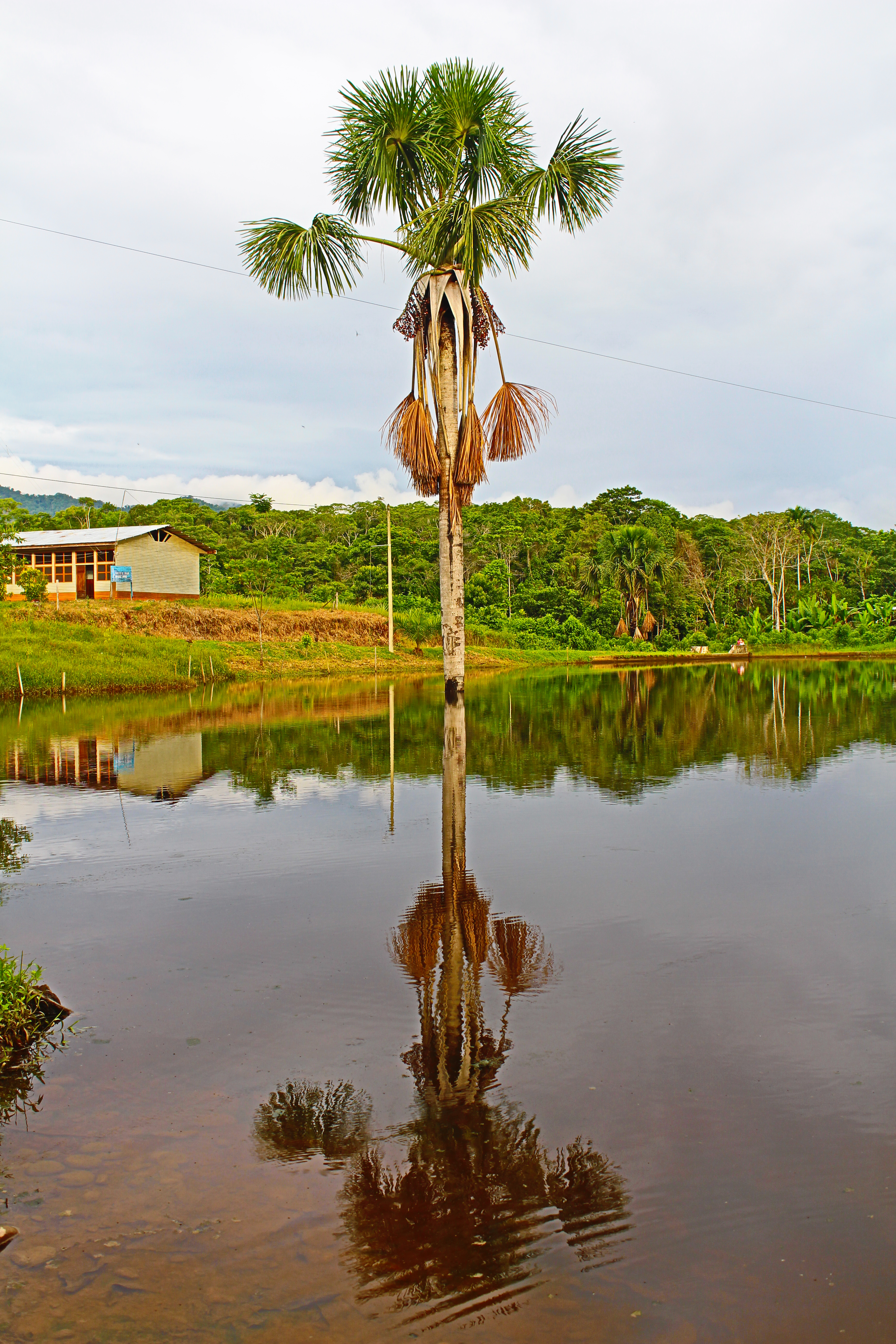
Árbol de aguaje en el valle del río Palcazú en la provincia de Oxapampa (Pasco, Perú).

Mauritia flexuosa es una especie de palmera perteneciente a la familia Arecaceae. Recibe los nombres comunes de palma de moriche o simplemente moriche (en Venezuela, Bolivia, Colombia, Panamá), aguaje (en el Perú), burití (en Brasil), o morete (en Ecuador). Es apreciada por sus frutos y sus hojas se utilizan en la fabricación de objetos artesanales.

## Descripción
Es una palma con tallo solitario de 20 a 35 m de altura y 3 a 4 dm de diámetro de color café claro, de raíz grande y profunda, tronco sin espinas y corteza de color marrón claro. La corona está conformada por 11 a 14 hojas con raquis de 2,5 m de longitud. La inflorescencia es erecta con pedúnculo de 1 m y raquis de 1,5 m de largo. Racimos con más de mil frutos, cada uno de 5 a 7 cm de largo y 4, 5 a 5 cm de diámetro, color rojo oscuro o vinotinto, este fruto contiene un sabor amargo con mesocarpio carnoso anaranjado o amarillo y semilla color castaño.
Planta de crecimiento lento que se propaga por semillas, florece durante todo el año y fructifica igualmente durante todo el año con mayor presencia durante febrero y agosto y cierta escasez entre septiembre y noviembre.

## Distribución y hábitat
Es una especie de clima tropical húmedo y su distribución es amplia en el centro y norte de Sudamérica: Ecuador, Bolivia, Brasil, Perú, Colombia, Guyana, Venezuela, Surinam, Trinidad y Tobago. Crece tanto expuesta al sol como en lugares parcialmente sombreados, se ubica en un rango de altitud entre los 5 a 1200 m s. n. m., requiere una precipitación anual media entre 1141-6315 mm y temperaturas entre 22 y 27 °C.

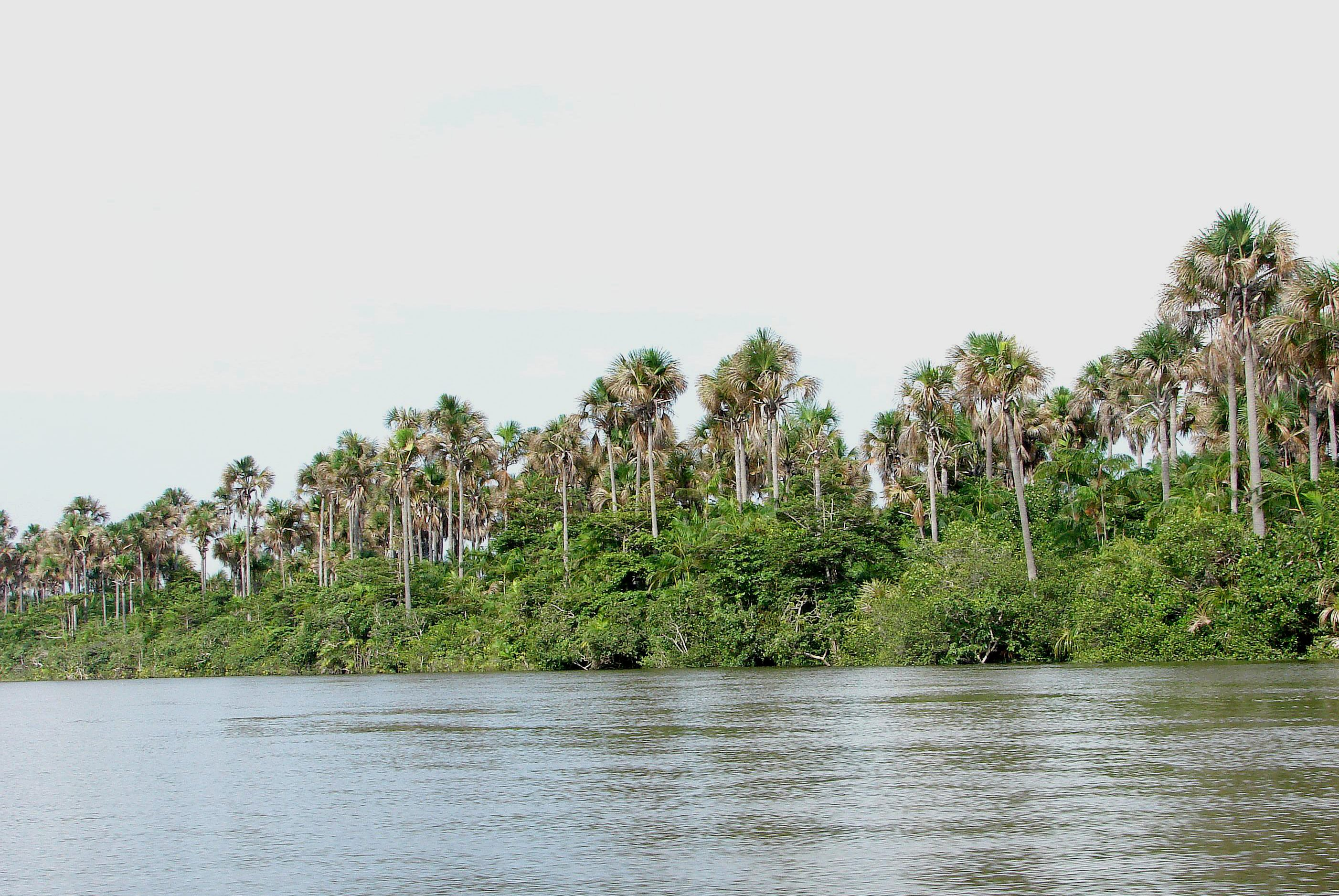
Morichal en las riberas del río Preguiça, Maranhão, Brasil.

Prolifera en terrenos inundables en la Amazonia, la Orinoquia, el Caroni y riberas del Orinoco y el piedemonte oriental andino aledaño a menos de 900 m s. n. m. formando grandes poblaciones que constituyen un tipo particular de humedal y ecosistema que atrae la fauna en la época de fructificación. Como sucede con muchas especies de palmeras, es un árbol que forma amplias asociaciones vegetales en las riberas de los ríos, llamadas morichales o aguajales, una vegetación muy espesa y nutrida, casi impenetrable.

## Ecología
El moriche forma asociaciones vegetales llamadas morichales que suelen ubicarse asociados a cuerpos de agua desde pequeñas dimensiones hasta grandes ríos, el resto de la flora está compuesta por plantas de pequeño porte como ciperáceas, helechos, bromeliáceas y briofitos. Se encuentra a menudo junto con otras palmas como la Oenocarpus batua y Euterpe precatoria.
Es importante para muchas especies animales; varias especies de aves, como el guacamayo de vientre rojo, el tirano palmero y otras aves, lo utilizan para anidar y alimentarse. Tapires, pecaríes, peces y monos dependen de la fruta.

## Taxonomía
Mauritia flexuosa fue descrita por Carlos Linneo el Joven y publicado en Supplementum Plantarum 454. 1781[1782].

### Etimología
Mauritia: nombre genérico que fue otorgado en honor del conde Juan Mauricio de Nassau (1604–1679), que fue gobernador de la Compañía Neerlandesa de las Indias Occidentales en Brasil.
flexuosa: epíteto del latín que significa "curvado".
Sinonimia
- Mauritia minor Burret 1930
- Mauritia setigera Griseb. & H.Wendl. 1864

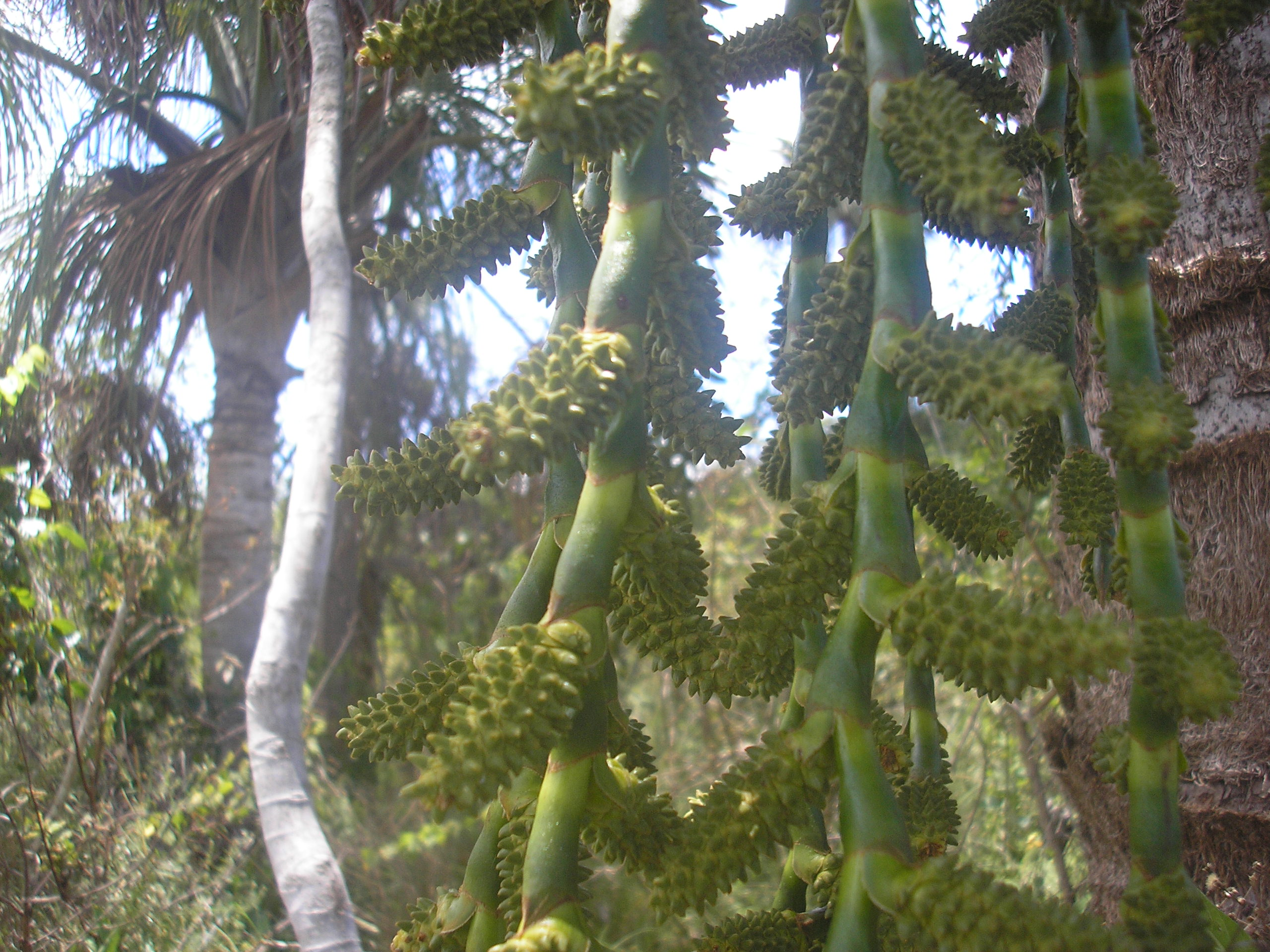
Flores

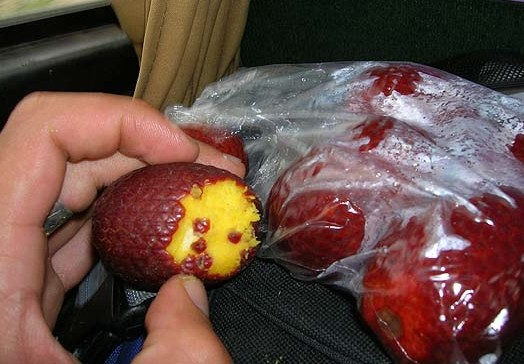
Aguaje, fruta amazónica de agradable sabor y de amplio consumo en la selva del Perú

- Mauritia vinífera Mart. 1824
- Mauritia sagus Schult. & Schult.f.
- Mauritia sphaerocarpa Burret
- Saguerus americanus H.Wendl.[13][14][15]

## Cultivo

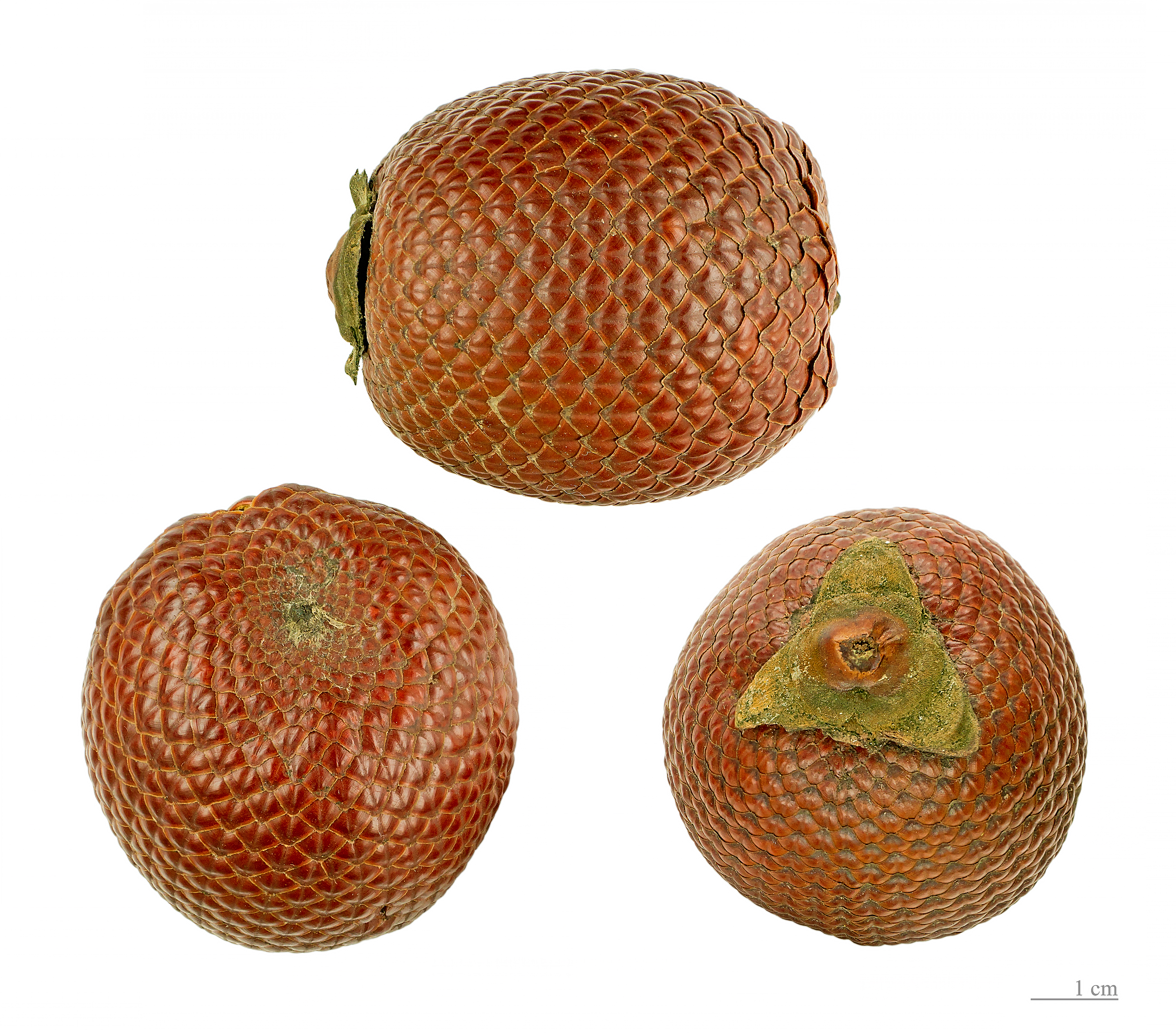
Fruto de moriche

Los distanciamientos recomendados en monocultura son variados, el más frecuente es de 8 × 8 m, y colocando en cada punto de plantación 2 plántulas espaciadas 1 m con el propósito de eliminar el exceso de plantas masculinas; deberá mantenerse en la población un máximo de 20% de plantas "macho".
La fructificación del aguaje se inicia entre los 7-8 años después de la plantación, cuando las plantas alcanzan una altura de 6-7 m; aunque han sido observadas plantas de menor porte que iniciaron la fructificación a partir del cuarto año. La fructificación aparentemente ocurre todo el año, con mayores concentraciones entre los meses de febrero-agosto y relativa escasez los meses de septiembre-noviembre.
La producción en sistemas naturales se estima en 6,1 t/ha en el Perú y 9,1 t/ha en Colombia; bajo cultivo, en plantaciones de monocultivo de 100 palmas/ha, se obtiene 19 t/ha con promedio de 190 kg/planta. La manera de obtenerla era usualmente talando las palmeras que demoran veinte años en crecer, sin embargo se está cambiando ello con la recolección escalando la palmera y cosechando de manera sostenible sin deforestar ni acabar con ecosistemas.

## Relación con el ser humano
La «palma de moriche» es uno de los árboles emblemáticos de Venezuela en específico del estado Monagas, además lo es también para el pueblo warao y achuar que tienen esta palma como su símbolo. En 1800 el naturalista alemán Alexander von Humboldt la estudio cuando viajaba por la región de los Llanos de Venezuela, el "observó con asombro cuántas cosas están conectadas con la existencia de una sola planta", lo llamó el "árbol de la vida" y esencialmente lo describió como una especie clave.

### Usos
Desde la antigüedad la población nativa hace un uso múltiple de esta palma, especialmente los pueblos  achuar (nativos peruanos / shuar nativos ecuatorianos ) y waraos (nativos de Venezuela y las guyanas) consumen los frutos cuya pulpa es nutritiva y contiene proteínas, grasa, vitaminas y carbohidratos. Se come fresca directamente o se usa para fabricar bebidas como el carato de moriche e incluso para hacer un dulce llamado turrón de moriche, ; también se usa como planta ornamental, para forraje y para extraer aceite.
El tallo tierno se puede cortar para extraer palmitos comestibles, y de las hojas se extraen fibras para fabricar cordeles, cestas, chinchorros y otros objetos, estos objetos son comercializados por los waraos en Venezuela generando ingresos a la comunidad, también se utilizan sus hojas y troncos en la construcción de viviendas rurales. En los troncos caídos crían las larvas comestibles.

### Aceite de burití o aceite de aguaje
El aceite de burití es un aceite de color naranja rojizo que se extrae del fruto de la palma de moriche, contiene altas concentraciones de ácido oleico, tocoferoles y carotenoides, especialmente betacaroteno. Es usado como tinta en cueros y pieles.
No hay amplia evidencia médica sobre las propiedades y usos del aceite de burutí. El aceite vegetal de burití tiene la propiedad de mantener la piel revitalizada a través de sus propiedades energizantes y emolientes. Además, el aceite de Burití tiene un filtro solar eficaz que reduce la sequedad de la piel y también tiene propiedades que proporcionan elasticidad a la piel y combate el envejecimiento. es un buen agente que proporciona hidratación del cabello y la protección de la luz solar para el cabello dañada por esto. Actúa como un buen producto para el cabello seco y quebradizo.

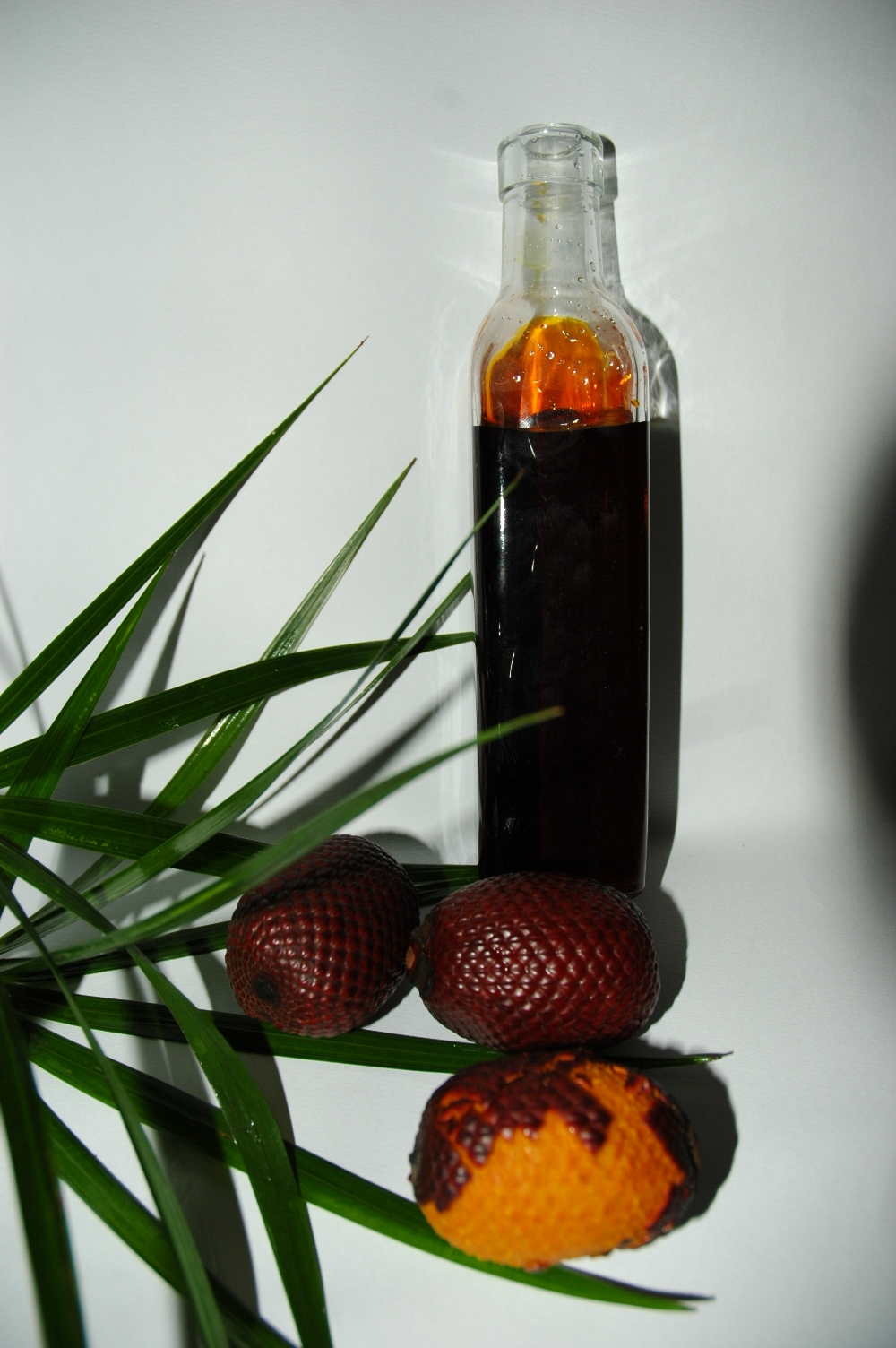
Aceite de burití

Físico-química del aceite característico del fruto del burití
| Índice                       | Valores de referencia | Unidades    |
| ---------------------------- | --------------------- | ----------- |
| Índice de refracción (40 °C) | -                     | 1,455-1,475 |
| Índice de yodo               | Gl2                   | 50-75       |
| Índice de saponificación     | mg KOH \ g            | 180-200     |
| Densidad (20 °C)             | gr\ltr                | 0,9 a 0,95. |
| Punto de fusión              | °C                    | 25-28       |

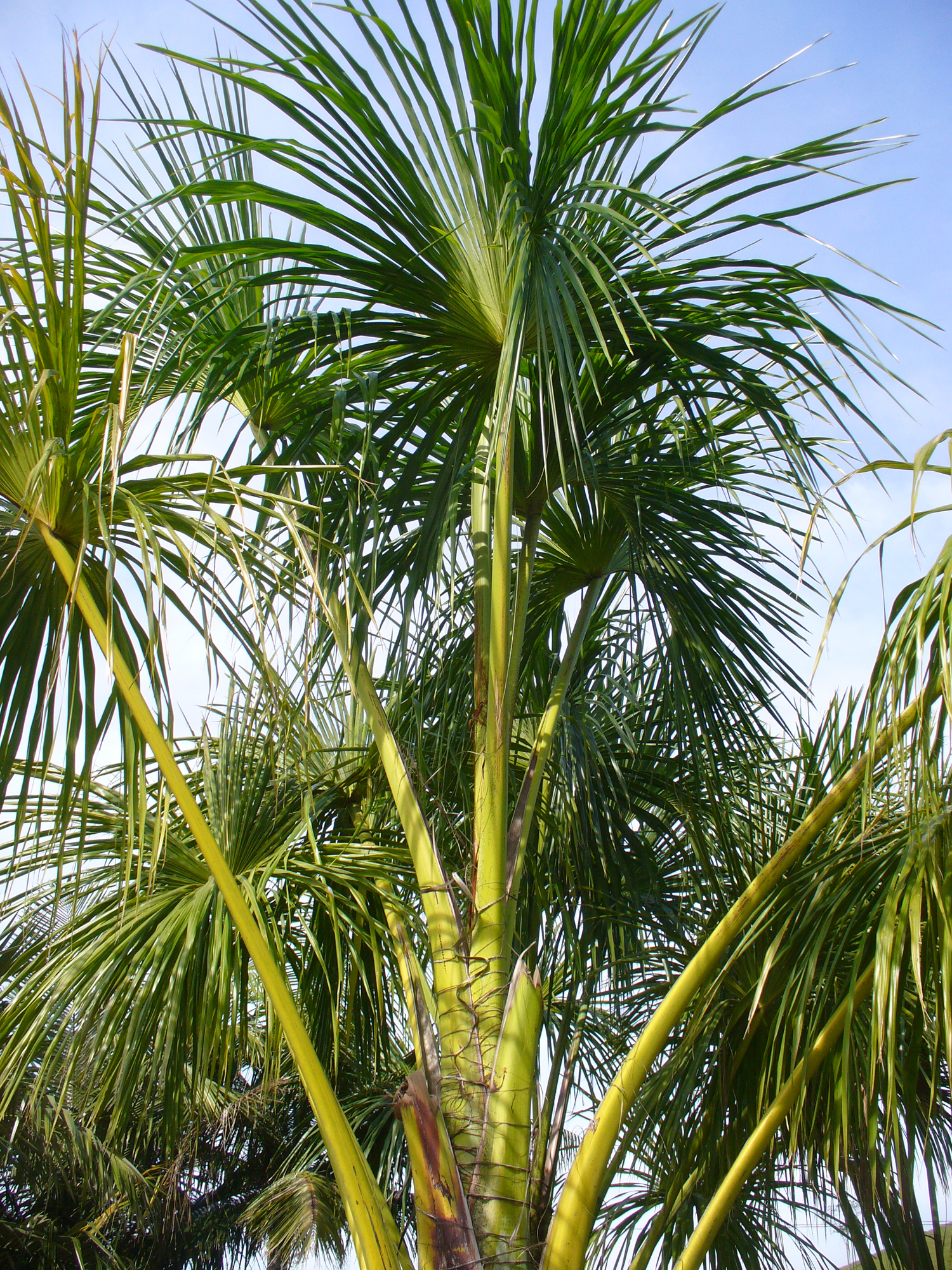
Hojas

Composición de los ácidos grasos del aceite del fruto del burití

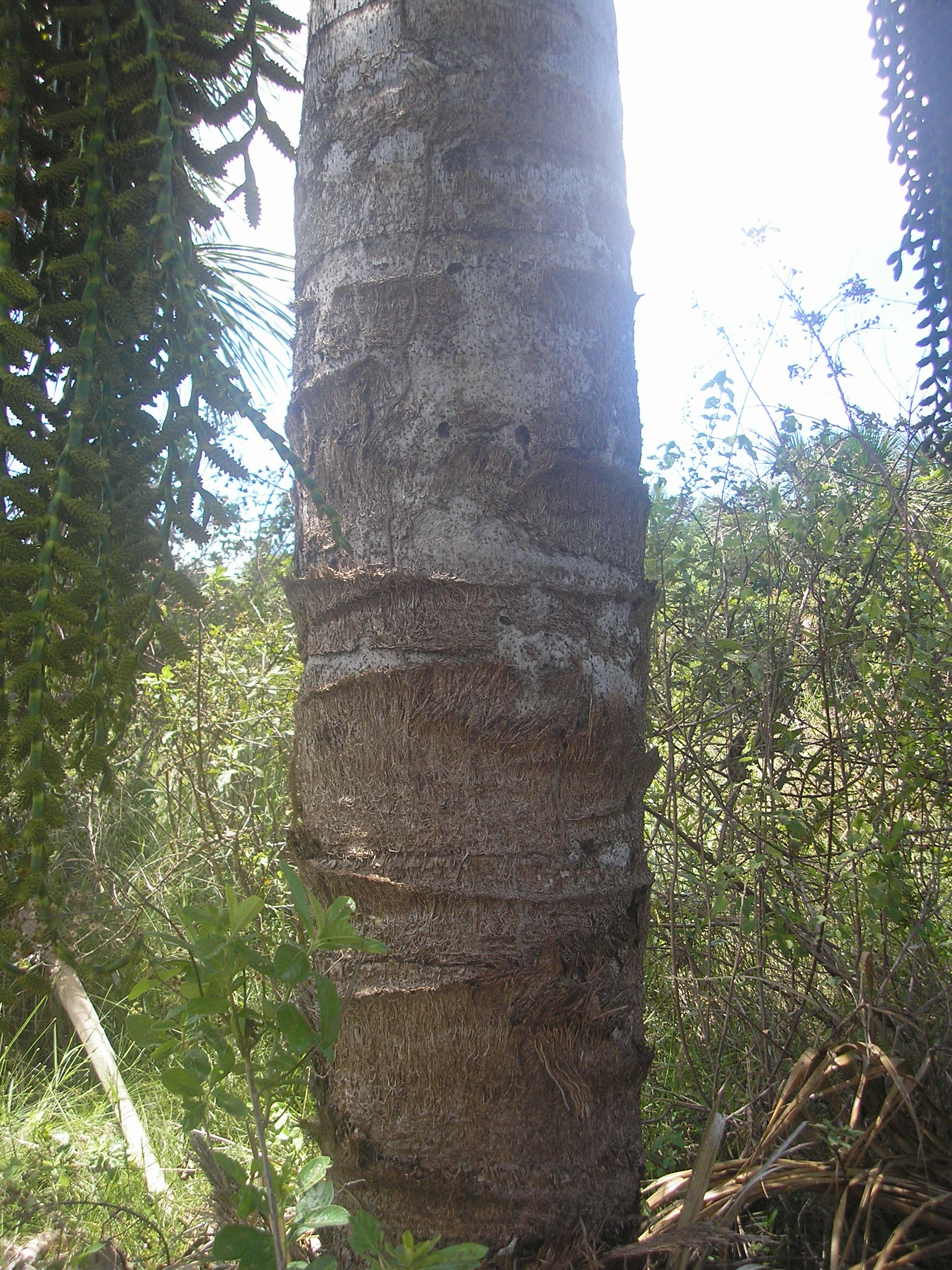
Tronco

| Ácidos grasos    | Unidad | Composición |
| ---------------- | ------ | ----------- |
| Ácido palmítico  | % peso | 17 - 19     |
| Ácido esteárico  | %peso  | 1,5 - 6,0   |
| Ácido oleico     | % peso | 55 - 75     |
| Ácido linoleico  | % peso | 10 - 15     |
| Ácido linolénico | % peso | < 2         |
| Saturado         | %      | 22          |
| Insaturado       | %      | 78          |

### Nombres comunes
- burití, bority, burití do brejo, coquiero buriti, mirití, muriti, mority (Brasil)[7][5]
- morete (Ecuador)[5]
- canangucha, canangucho, moriche, palma de moriche, chomiya (Colombia)[5]
- aguaje, aguashi, aguachi, aeta, achual, canaguacha, cananguacho (Perú)[5]
- moriche (Venezuela, Trinidad)[3]
- ita (Guyana)
- palmier bàche (Guyana francesa)
- palma real, caranday-guazu (Bolivia)[5]